# Georg Rhau

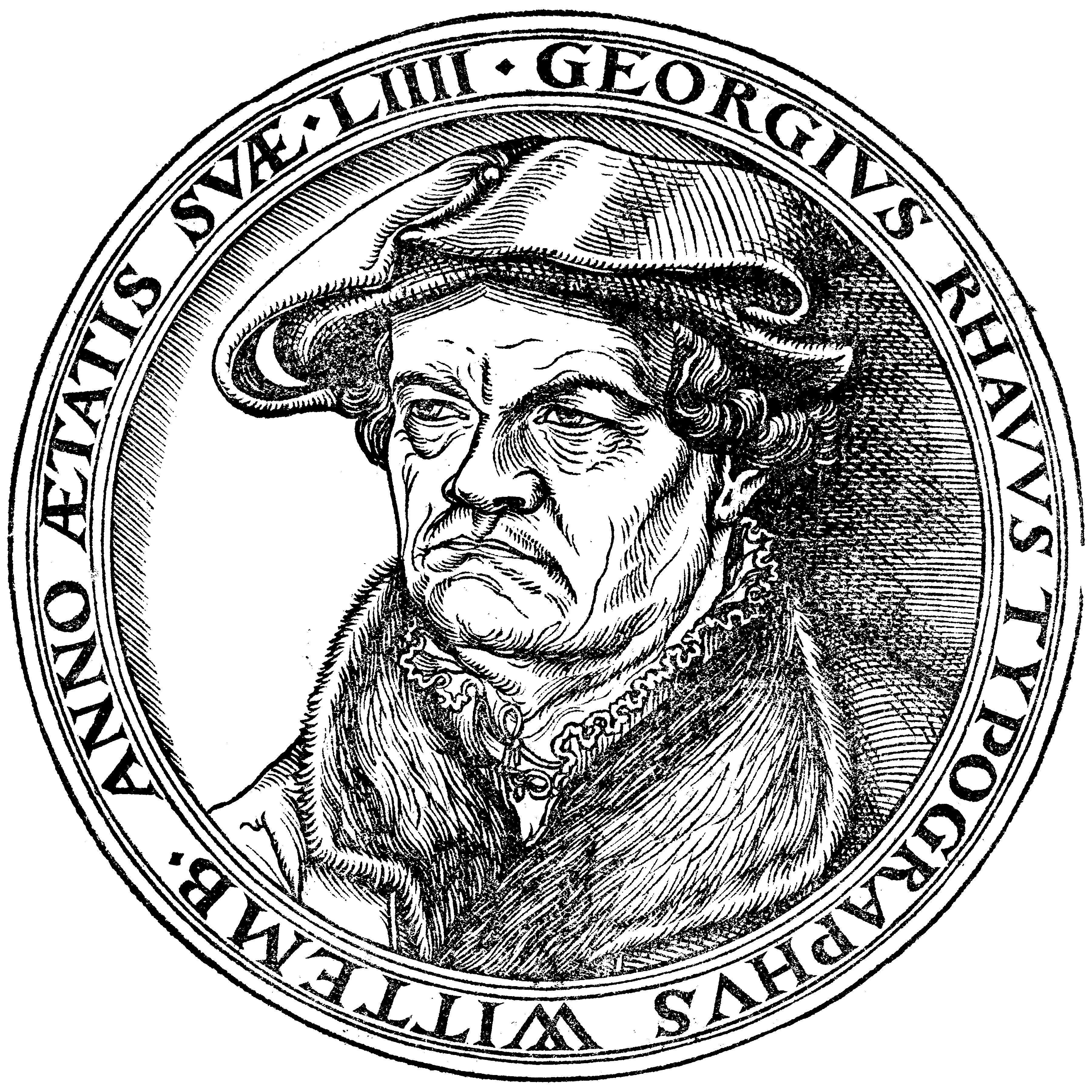
Georg Rhau

Georg Rhau (auch: Rhaw, * 1488 in Eisfeld; † 6. August 1548 in Wittenberg) war ein deutscher Buchdrucker und Thomaskantor.

## Leben

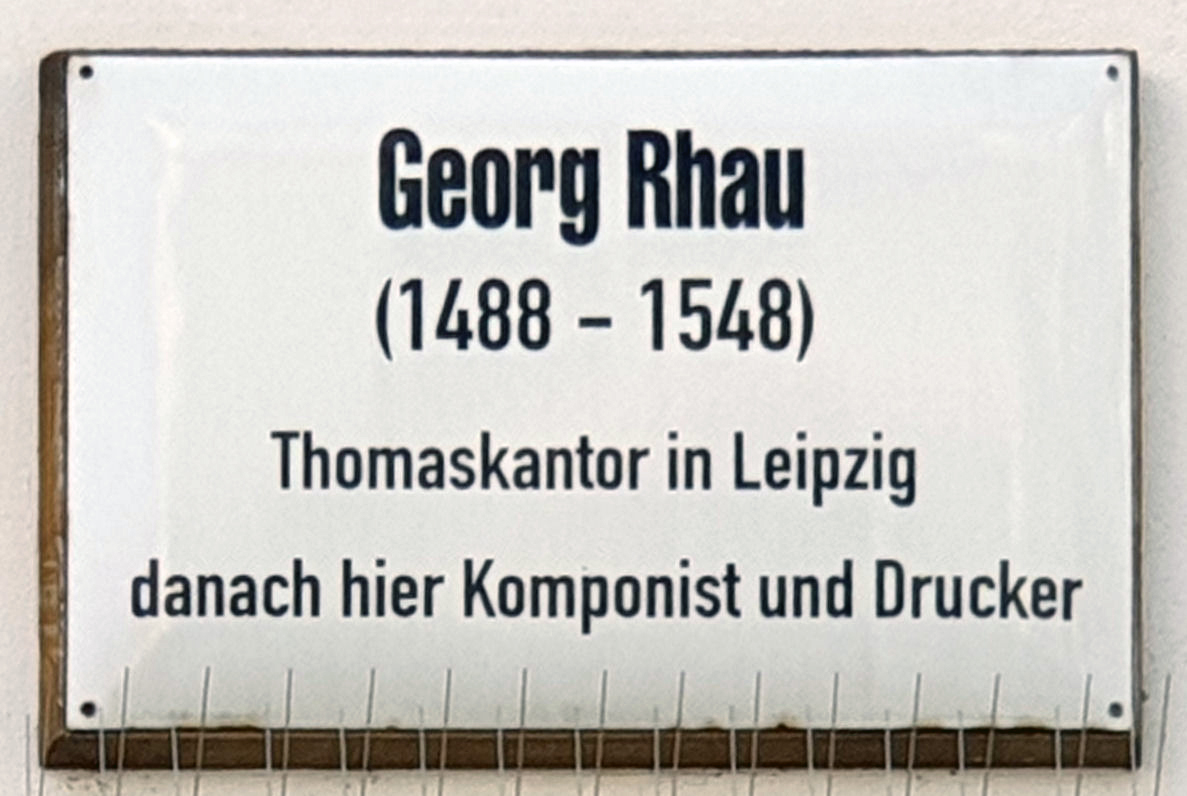
Gedenktafel am Haus, Juristenstraße 1, in Wittenberg

Rhau studierte seit dem 15. April 1513 Philosophie an der Universität Wittenberg. Hier erwarb er sich am 27. Juni 1514 den akademischen Grad eines Baccalaureus an der philosophischen Fakultät. Im Sommersemester 1518 wechselte er an die Universität Leipzig, wo er am 18. September 1518 als Assessor an die philosophische Fakultät aufgenommen wurde. Zudem war er ab August 1518 als Thomaskantor tätig. Als solcher führte er während der Leipziger Disputation am 27. Juni 1519 die von ihm komponierte zwölfstimmige Messe Missa de Sancto Spiritu auf.
1520 musste er Leipzig aufgrund seiner reformationsfreundlichen Haltung verlassen und wurde als Schulmeister in Eisleben und später in Hildburghausen angestellt. Ende 1522 ließ er sich in Wittenberg als Drucker nieder, später gründete er eine Buchdruckerei, die er bis zu seinem Tode betrieb. Die Offizin wurde von seinen Erben bis 1566 fortgeführt. 1528 wird er als Thomasorganist geführt.
Von Rhau sind zwei Musiklehrbücher für den Schulgebrauch von 1518 bzw. 1520 sowie zehn große Sammlungen mit Werken zeitgenössischer Komponisten wie Heinrich Finck, Thomas Stoltzer, Balthasar Resinarius, Simon Cellarius, Sixt Dietrich, Arnold von Bruck und Ludwig Senfl (wie z. B. „Symphoniae iucundae atque adeo breves“, 1538) überliefert.
Die Musikdrucke Georg Rhaus sind das bedeutendste Zeugnis für die musikalischen Anschauungen und Absichten des Kreises um Martin Luther.

## Neuausgaben
- Musikdrucke aus den Jahren 1538 bis 1545 in moderner Notenschrift u. a. beim Bärenreiter-Verlag.